# サラトガ本線
『サラトガ本線』（サラトガほんせん、原題・Saratoga Trunk）は、1943年に撮影され、1945年に初公開されたエドナ・ファーバー原作によるアメリカ合衆国の歴史ロマンス映画である。『誰が為に鐘は鳴る』に続くサム・ウッド監督、ゲーリー・クーパーとイングリッド・バーグマンの共演であった。

## キャスト
※括弧内は日本語吹替（初回放送1970年4月12日『日曜洋画劇場』）
- クリント・マルーン：ゲーリー・クーパー（黒沢良）
- クリオ・デュレイン：イングリッド・バーグマン（三木弘子）
- アンジェリク：フローラ・ロブソン
- キュピドン：ジェリー・オースティン
- ソフィー：フローレンス・ベイツ
- オーガスティン・ホーシー：クルト・ボウワ

## スタッフ
- 製作総指揮：ジャック・L・ワーナー
- 製作：ハル・B・ウォリス
- 監督：サム・ウッド
- 脚本：ケイシー・ロビンソン
- 音楽：マックス・スタイナー
- 撮影：アーネスト・ハラー
- 編集：ラルフ・ドーソン
- 衣裳：リア・ローズ

## アカデミー賞候補
- 助演女優賞：フローラ・ロブソン